# Payerbach
Payerbach ist eine Marktgemeinde mit 2103 Einwohnern (Stand 1. Jänner 2025) im Bezirk Neunkirchen in Niederösterreich.

## Geografie
Payerbach liegt im Industrieviertel in Niederösterreich. Die Fläche der Marktgemeinde umfasst 17,68 Quadratkilometer. 55,54 Prozent der Fläche sind bewaldet.

### Gemeindegliederung
Das Gemeindegebiet umfasst acht Ortschaften (in Klammern Einwohnerzahl Stand 1. Jänner 2025):
- Geyerhof (18)
- Kreuzberg[2] (105)
- Küb (193)
- Mühlhof (80)
- Payerbach (1122)
- Pettenbach (184)
- Schmidsdorf (320)
- Werning (81)

Die 5 Katastralgemeinden (KG) sind (Fläche Stand 31. Dezember 2023):
- Kreuzberg (583,61 ha)
- Küb (217,76 ha)
- Payerbach (614,62 ha)
- Pettenbach (144,74 ha)
- Schmidsdorf (207,54 ha)

Über die KGs und Ortschaften:
- KG und Ortschaft Payerbach: Die Katastralgemeinde Payerbach bildet den nördlichen Teil der Gemeinde und grenzt im Westen an Reichenau an der Rax. Sie ist sowohl flächenmäßig als auch von der Einwohnerzahl der größte Teil der Marktgemeinde. Ortsteile der Ortschaft Payerbach sind:
  - Werning (östlich) und
  - Geyerhof (nördlich).

- KG Küb: Küb (der Name stammt vermutlich vom altslawischen Wort Chyba/Chub) grenzt im Westen an die KG Payerbach, im Süden an Kreuzberg, im Westen an Pettenbach und im Norden an Schmidsdorf; damit liegt Küb umgeben von den anderen vier Katastralgemeinden im Herzen der Gemeinde Payerbach. Die Katastralgemeinde erstreckt sich rund 500 Meter beiderseits des Küberbach, der ein Zubringer der Schwarza ist. Mit dem historischen Postamt gibt es eine Touristenattraktion im Herzen von Küb, welche mit der Semmeringbahn (Haltestelle Küb) zu erreichen ist. Spricht man von Küb, meint man heute meist den nordöstlich gelegenen Teil Neuküb, tatsächlich liegt das ursprüngliche Küb weiter südlich bergwärts, wo sich zahlreiche Villen befinden.

- KG Schmidsdorf: Schmidsdorf liegt im südöstlichen Teil der Gemeinde und erstreckt sich an der KG Payerbach angrenzend beiderseits entlang der Schwarza bis zur Gemeinde Gloggnitz im Westen. Nördlich von Schmidsdorf liegt Prigglitz. Zu Schmidsdorf gehören auch die Ortsteile
  - Mühlhof und
  - Schlöglmühl – am anderen Schwarzaufer.

- KG Pettenbach: Pettenbach liegt im Osten der Gemeinde Payerbach und schließt im Süden an den Höllgraben an. An der östlichen Gemeindegrenze schließt der Ort an die beiden Gloggnitzer Katastralgemeinden Heufeld und Eichberg an. Durchflossen wird der Ort vom Pettenbach, der in Schmidsdorf in die Schwarza mündet.

- KG Kreuzberg: Die KG Kreuzberg erstreckt sich vom Ortsteil Payerbach entlang des Payerbachgrabens Richtung Süden bis zur Gemeinde Breitenstein. Im Osten erstreckt sie sich von der Abzweigung Handlhof und oben am Kreuzberg bis zum sogenannten Dreiländereck, wo die Gemeinden Payerbach, Breitenstein und Gloggnitz aneinandergrenzen.

### Nachbargemeinden
|           | Bürg-Vöstenhof                              | Prigglitz |
| Reichenau | Kompassrose, die auf Nachbargemeinden zeigt | Gloggnitz |
|           | Breitenstein                                |           |

### Geologie
An der Grenze von Kalkalpen und Wiener Becken liegt Payerbach in der Grauwackenzone, welche in der Payerbacher Gegend ihre Ausläufer hat. Südlich befindet sich das Semmering-Mesozoikum, welches unter die Grauwackenzone eintaucht. Die geologischen Schichten werden im Norden von Payerbach von den nördlichen Kalkalpen überlagert. Diese Schichten setzen sich sowohl westlich als auch teilweise östlich von Payerbach fort.
Das Wiener Becken schiebt sich von Osten zwischen Grauwackenzone und Zentralalpenzone bis zum östlichen Teil des Ortsgebietes vor.
Metamorphe Gesteine wie Quarzite, Schiefer, Phyllite, aber auch Grüngesteine und sonstige metamorphe Ergussgesteine sind in der Grauwackenzone eingelagert.
Thermalwasser
Aufgrund der geologischen Besonderheiten in der Region (klüftige Kalke, Quarzite und Dolomite) wurden schon länger wassergefüllte Poren und Klüfte unter der Erde vermutet, in welchen sich durchaus auch Thermalwasser befinden könnte. Im Jahr 1991 wurde in seismologischen Untersuchungen das Vorhandensein von Wasservorkommen unterhalb von Payerbach nachgewiesen. Drei Jahre später, im Jahr 1994, wurden schließlich in Schmidsdorf Probebohrungen in eine Tiefe von 2.500 Meter durchgeführt, welche Wasser mit einer Temperatur von 70 °C zu Tage brachten. Eine kommerzielle Nutzung dieses Wassers konnte aber bis heute nicht erfolgen.

## Geschichte

Payerbach im Schwarzatal, an der Semmeringbahn, um 1873 (Aufnahmeblatt der 3. Landesaufnahme)

Im Altertum war das Gebiet Teil der Provinz Noricum.
Payerbach verdankt seine Entstehung im 11. Jahrhundert der Lage an der damals wichtigen Straße über das Preiner Gscheid in das Mürztal (die ab dem 13. Jahrhundert durch die Semmeringstraße an Bedeutung verlor).
Der Name „Beierbach“ (wahrscheinlich von den „Baiern am Bach“, benediktinische Mönche aus Bayern, die hierher kamen), findet sich erstmals 1094 urkundlich erwähnt in einer Stiftungsurkunde des Grafen Ekbert von Formbach Pitten.
Spätestens im 12. Jahrhundert wurde in Payerbach eine Eisenschmelze betrieben.
Die Pfarrkirche Sankt Jakob wurde vermutlich im 12. Jahrhundert erbaut und nach einer Zerstörung im 15. Jahrhundert zu einer Hallenkirche umgebaut.
Ab 1790 wurde von der Innerberger Hauptgewerkschaft Spateisenstein (Siderit) abgebaut, ein Eisenerz mit fast 50 Prozent Eisengehalt (Die Förderung wurde 1903 mangels Rentabilität eingestellt).
Im Gemeindegebiet bestehen Reste mehrerer kleiner Bergwerke, in denen vom 16. Jahrhundert bis ins 19. Jahrhundert Eisenerz, Kupfer und andere Erze sowie Kohle und Baryt gefördert wurden.
Im Jahre 1848 entstand durch die Märzverfassung die Großgemeinde Reichenau, ein Zusammenschluss der beiden Gemeinden Payerbach und Reichenau. Regiert wurde die Großgemeinde von zwei Bürgermeistern, je einer aus Reichenau bzw. Payerbach.
1854 erfolgte mit der Aufnahme des Zugbetriebes von Gloggnitz nach Mürzzuschlag und der Errichtung der Haltestelle Payerbach die Zugsanbindung nach Wien.
In den folgenden Jahrzehnten siedelten sich zunehmend Adelige in der Region an, was ebenfalls zu einer touristischen Erschließung führte. Zahlreiche Villen wurden erbaut, und die Sommerfrische hielt Einzug in die Region.
Am 25. Juni 1908 wurde die Großgemeinde per Gesetz wieder getrennt. Payerbach wurde erneut eine eigenständige Gemeinde mit fünf Katastralgemeinden. Am 1. Jänner 1909 schließlich trat die neue Verwaltung in Kraft, als erster Bürgermeister wurde Anton Weiser ernannt.
Jeweils am 17. August der Jahre 1917 und 1918 wurden bei der Kapelle Kaisermessen von Kaiser Karl und seiner Gemahlin Zita gelesen.

### Bevölkerungsentwicklung
| Payerbach: Einwohnerzahlen von 1869 bis 2025        | Payerbach: Einwohnerzahlen von 1869 bis 2025 | Payerbach: Einwohnerzahlen von 1869 bis 2025 | Payerbach: Einwohnerzahlen von 1869 bis 2025 | Payerbach: Einwohnerzahlen von 1869 bis 2025 |
| --------------------------------------------------- | -------------------------------------------- | -------------------------------------------- | -------------------------------------------- | -------------------------------------------- |
| Jahr                                                |                                              |                                              |                                              | Einwohner                                    |
| 1869                                                | 1869                                         |                                              | 1.893                                        | 1.893                                        |
| 1880                                                | 1880                                         |                                              | 2.488                                        | 2.488                                        |
| 1890                                                | 1890                                         |                                              | 2.793                                        | 2.793                                        |
| 1900                                                | 1900                                         |                                              | 3.104                                        | 3.104                                        |
| 1910                                                | 1910                                         |                                              | 3.348                                        | 3.348                                        |
| 1923                                                | 1923                                         |                                              | 3.609                                        | 3.609                                        |
| 1934                                                | 1934                                         |                                              | 3.459                                        | 3.459                                        |
| 1939                                                | 1939                                         |                                              | 3.393                                        | 3.393                                        |
| 1951                                                | 1951                                         |                                              | 3.215                                        | 3.215                                        |
| 1961                                                | 1961                                         |                                              | 2.957                                        | 2.957                                        |
| 1971                                                | 1971                                         |                                              | 2.801                                        | 2.801                                        |
| 1981                                                | 1981                                         |                                              | 2.551                                        | 2.551                                        |
| 1991                                                | 1991                                         |                                              | 2.242                                        | 2.242                                        |
| 2001                                                | 2001                                         |                                              | 2.357                                        | 2.357                                        |
| 2011                                                | 2011                                         |                                              | 2.141                                        | 2.141                                        |
| 2021                                                | 2021                                         |                                              | 2.085                                        | 2.085                                        |
| 2025                                                | 2025                                         |                                              | 2.103                                        | 2.103                                        |
| Quelle(n): Statistik Austria, Gebietsstand 1.1.2021 |                                              |                                              |                                              |                                              |

### Religion
Nach den Daten der Volkszählung 2001 waren 75,7 % der Einwohner römisch-katholisch, 6,8 % evangelisch, 3,8 % Muslime. 0,7 % gehörten orthodoxen Kirchen an, 11,2 % der Bevölkerung hatten kein religiöses Bekenntnis.

## Kultur und Sehenswürdigkeiten

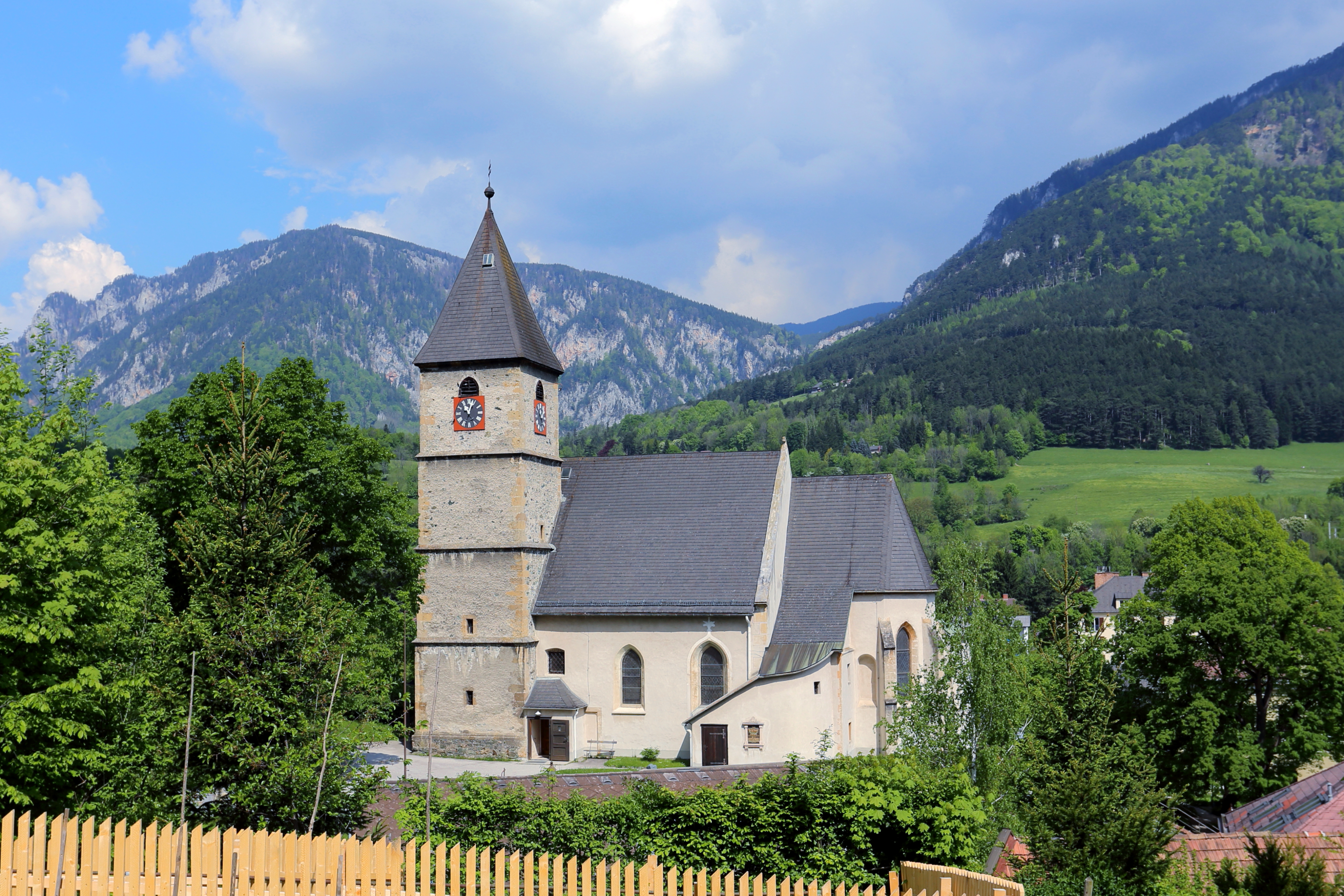
Pfarrkirche Payerbach

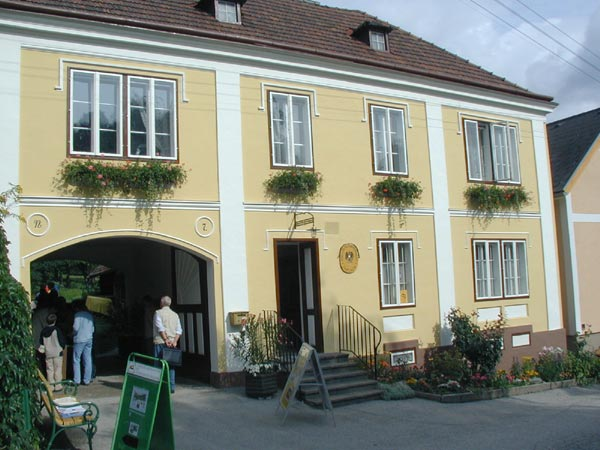
Historisches Postamt Küb

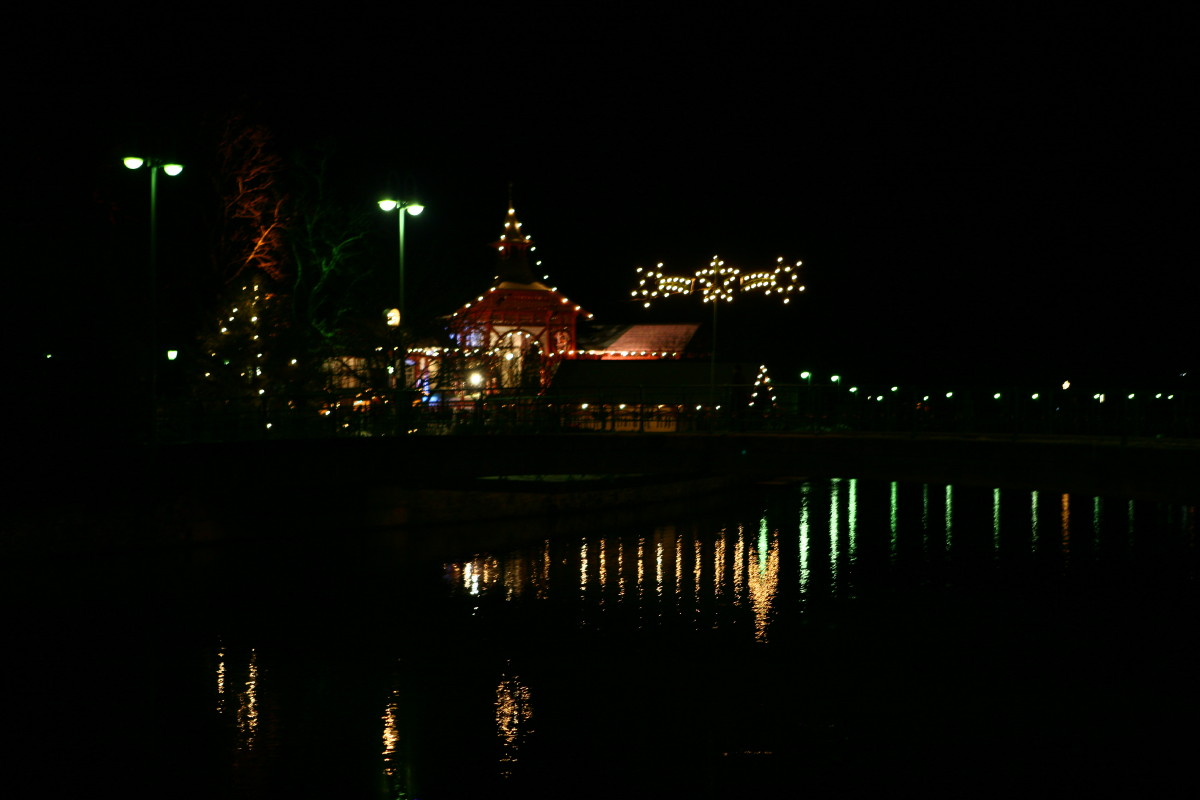
Pavillon im Park zum Adventmarkt 2007

Geprägt wurde Payerbach in der Zeit der Monarchie, in der es eine Blüte erlebte. Viele architektonisch wertvolle Bauwerke erinnern noch an diese Zeit. Vor allem durch die Sommerfrische erlangte Payerbach weithin seinen Ruf. Nunmehr unternimmt es große Anstrengungen, um an dieses Erbe wieder anknüpfen zu können.
- Payerbach ist mit der Bahnstation Payerbach-Reichenau Ausgangspunkt für viele touristische Unternehmungen, unter anderem die Höllentalbahn (Museumsbahn) nach Hirschwang. Sie brachte Touristen bis zur Talstation der Seilbahn auf die Rax und den Eingang zum Höllental, wo der neu geschaffene romantische Wanderweg entlang der Wiener Hochquellenwasserleitung bis nach Kaiserbrunn führt.
- Weiters liegt die Marktgemeinde am Weltkulturerbe Semmeringbahn. Sie kann mit der Bahn über Viadukte und durch Tunnels befahren werden. Man kann aber auch ihre waghalsige Streckenführung durch Berge, über Brücken und Felsgalerien auf dem Bahnwanderweg entdeckend erwandern. Zu den besonderen Bauwerken der Semmeringbahn in Payerbach sind das 228 Meter lange und 25 Meter hohe Schwarzaviadukt mit seinen dreizehn Gewölbebögen (erbaut 1849 bis 1851) sowie der Bahnhof Payerbach-Reichenau zu zählen.

- Katholische Pfarrkirche Payerbach hl. Jakobus der Ältere: Auf einer Felsenkanzel über dem Ort steht die römisch-katholische Pfarrkirche mit dem sogenannten „schwarzen Turm“. Sie geht auf eine romanische Gründung zurück. Nach den Ungarnkriegen von 1447 bis 1487 wurde die Kirche nach Plänen des Wiener Neustädter Baumeisters Jörg Goldperger im spätgotischen Stil neuerbaut. Um 1510 entstand der spätgotische Turm, im Volksmund „Schwarzer Turm“ genannt. Die Einwölbung des Langhauses erfolgte um 1525 (Sternrippengewölbe mit Achteckpfeilern mit teilweise erhaltener Bemalung der Schlusssteine, im Chor Kreuzrippengewölbe). Sie war eine Filialkirche von Gloggnitz, dem bayrischen Stift Formbach inkorporiert und ist erstmals 1379 als Pfarre genannt. Freskenreste werden auf das 14. Jahrhundert zurückgeführt. Mit viel architektonischem Gefühl wurde im Zuge der letzten Generalrenovierung 1970 ein moderner Chor (Westempore) eingefügt, auch die Inneneinrichtung stammt wesentlich aus dieser Zeit, umfasst jedoch auch spätgotische Statuen und andere Werke aus dem 18. und 19. Jahrhundert.[5]

- Historisches Postamt Küb: Eine besondere Sehenswürdigkeit, welches als Fernvermittlungsstelle gegründet bereits von Kaiserin Zita und ihrer Gefolgschaft wiederholt aufgesucht wurde. Heute ist das Postamt nur noch saisonal geöffnet und wird hauptsächlich als Museum geführt.
- Schaubergwerk Grillenberg: Am Grillenberg 1791 zum Erzabbau eröffnet und 1892 stillgelegt. Am 5. Oktober 1992 wurde es feierlich durch den Landeshauptmann Siegfried Ludwig eröffnet.
- Bekannt aus der Zeit der Sommerfrische ist auch der Payerbacher Pavillon und der gleich daran angrenzende Bootssteg. Beides Motive, die auf keiner alten Ansichtskarte der Gemeinde fehlen.
- Nach der Stationierung des k.u.k. Gebirgs-Artillerie-Regiments Nr. 2 in Payerbach wurde im Jahre 1916 die Barbarakapelle zu Ehren der Schutzpatronin des Payerbacher Regimentes in Südtirol errichtet. Im Jahre 1923 wurde die Barbarakapelle nach Küb gebracht, wo sie auch heute noch zu besichtigen ist.
- Ebenfalls in Küb steht das Franzosenkreuz, welches der Gefallenen eines Gefechtes zwischen Franzosen und Bauern im Jahre 1805 vor dem Schloss Mühlhof gedenkt, bei dem die Franzosen sechs Mann verloren.
- Auf dem Kreuzberg wurde 1928 nach Plänen des Architekten Adolf Loos das Landhaus Khuner errichtet. In dem bis heute weitgehend unveränderten Gebäude ist nun das Hotel-Restaurant Alpenhof etabliert.

### Parks und Naturdenkmäler
- Payerbacher-Park: Zwischen Freibad und Schwarzaviadukt liegt der Payerbacher Park. Anstelle eines Holzplatzes wurde zwischen 1901 und 1903 unter der Leitung des Schlossgärtners Gottlieb Zajic ein neuer Parkteil angelegt. Daran angrenzend befinden sich der Bootssteg und der einzigartige Pavillon in seiner unverwechselbaren, fast sarazenisch anmutenden Holzkonstruktion. Im Park beim Freibad wurde zum 50-jährigen Jubiläum der Semmeringbahn im Jahr 1904 ein Modell einer typischen Villa der Semmeringregion errichtet. Diese wurde vom Payerbacher Zimmermeister Karl Weinzettl errichtet und aufgestellt.
- Naturdenkmäler: Die Kaisereiche im Payerbacher-Park ist eine 1908 von Kaiser Franz Joseph I. anlässlich des 60-jährigen Regierungsjubiläums gepflanzte Eiche.

### Sport
Eingebettet in die Gebirgslandschaft zwischen Semmering, Rax und Schneeberg befinden sich rund um Payerbach zahlreiche Wanderwege. Besonders beliebt ist ein Spaziergang entlang der Sonnenpromenade am Südhang über der Marktgemeinde.

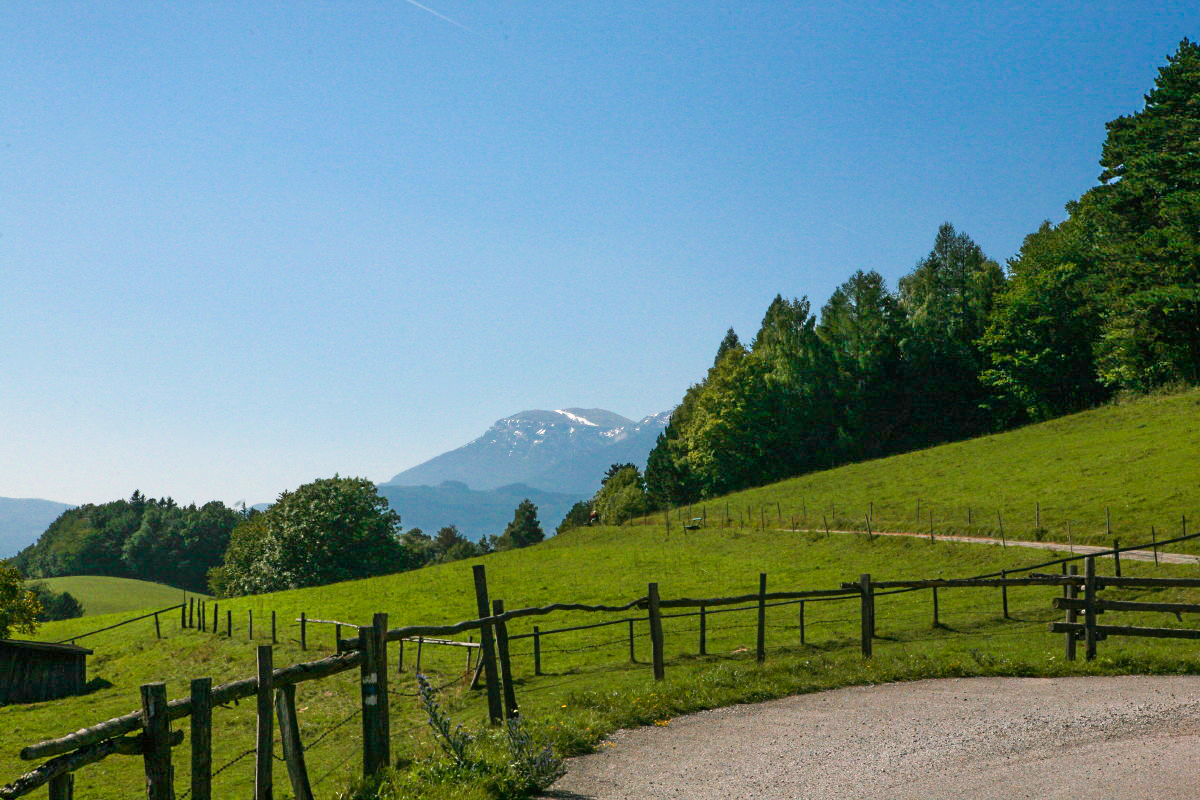
Sonnenpromenade

Die Gemeinde liegt auch am Rad- und Fußwanderweg entlang der Semmeringbahn. Ein weiteres Sporterlebnis ist der 43 Kilometer lange Radwanderweg entlang der Schwarza. Daneben stehen viele weitere Wanderwege durch das Höllental, entlang der Schwarza oder auf die umliegenden Berge in allen alpinen Schwierigkeitsgraden für eine Begehung bereit. Ausgangspunkt vieler Wanderwege ist der Bahnhof Payerbach.
An lokalen Sportstätten stehen neben den Freibad auch ein Tennisplatz und eine Minigolfanlage zur Verfügung.
Das Sportleben in der Gemeinde wird neben vielerlei Veranstaltungen auch durch zahlreiche Vereine hochgehalten. Dazu zählen der Wintersportverein, zahlreiche Stocksportvereine, zwei Tennisclubs, ein Rodelverein, ein Fußballverein sowie zwei Motorsportvereine.

### Filme
- Schlöglmühl ist der Schauplatz der Dokumentation Postadresse: 2640 Schlöglmühl, die im Jahr 1990 nach Schließung der Papierfabrik von Egon Humer gedreht worden ist.

## Wirtschaft und Infrastruktur

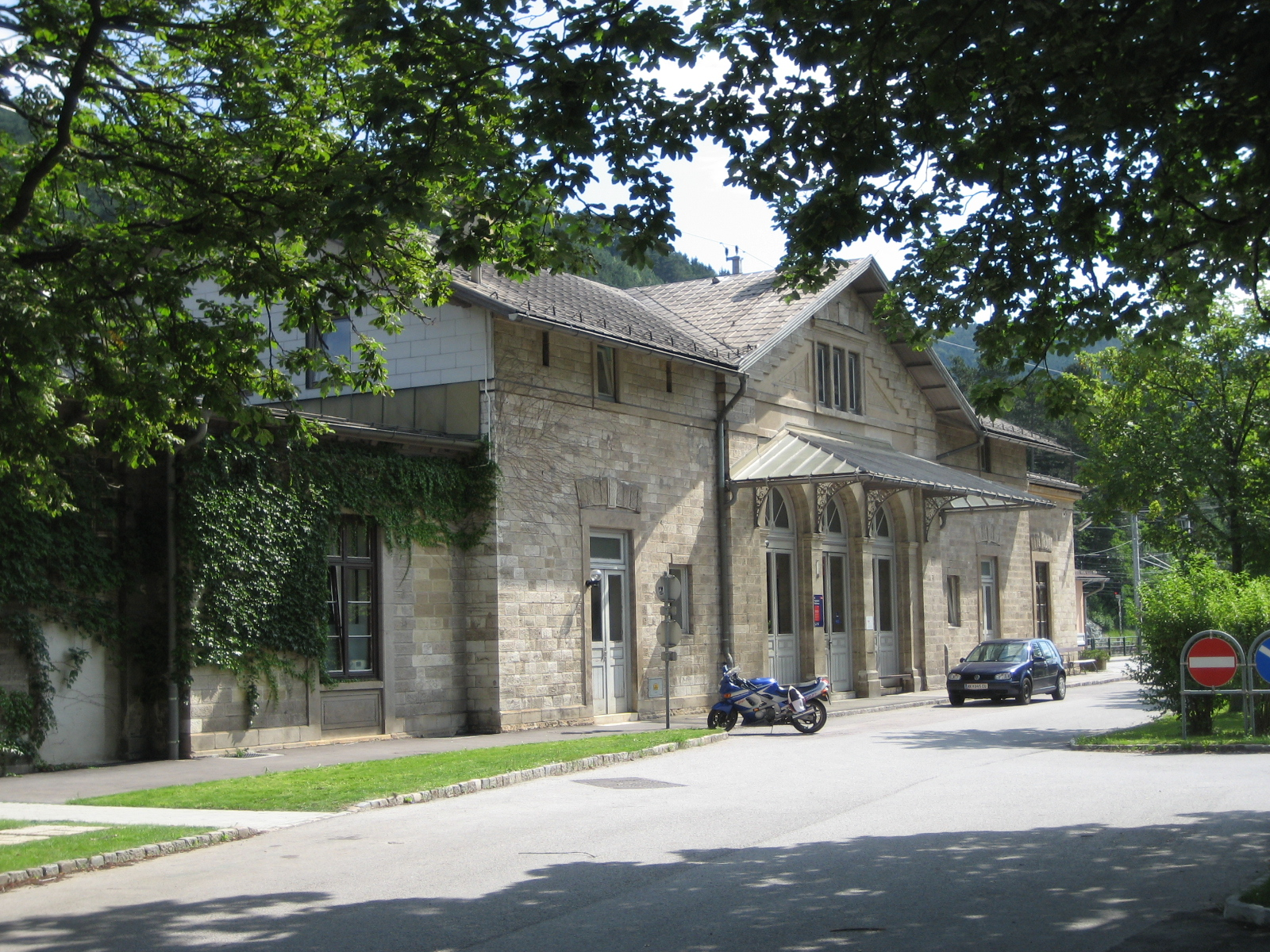
Bahnhof Payerbach-Reichenau

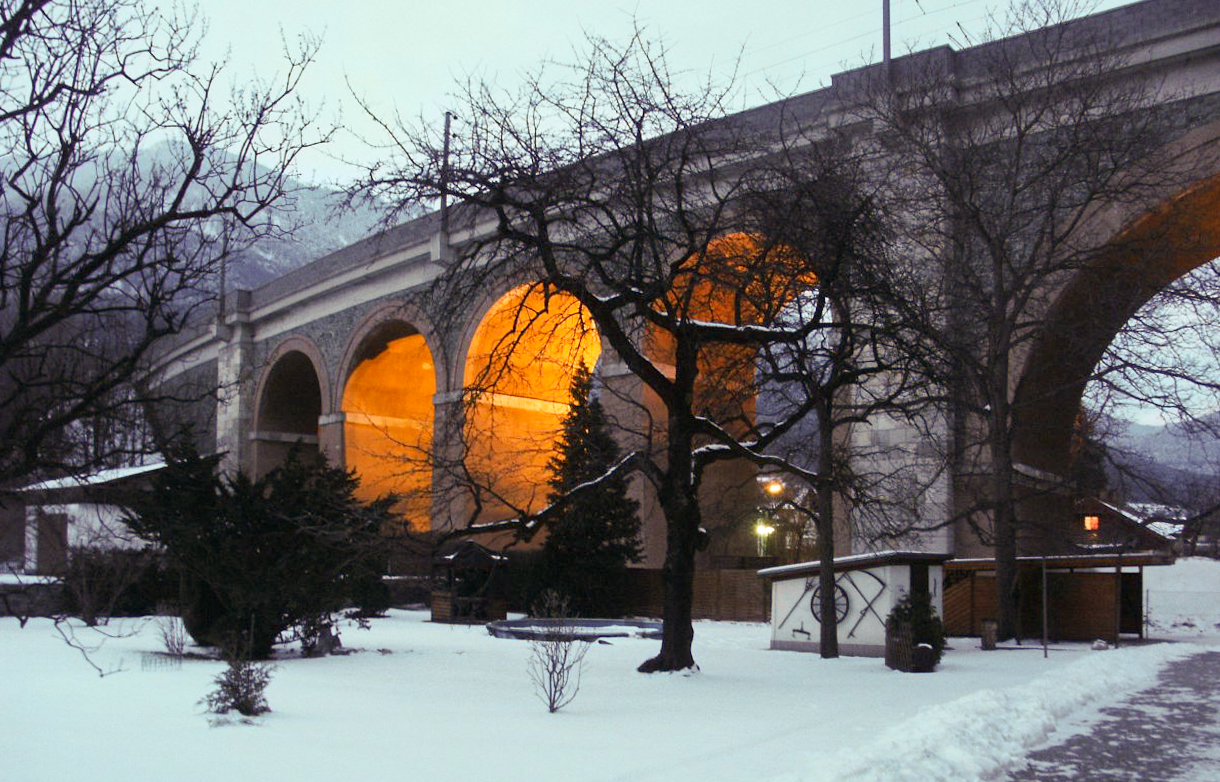
Der Viadukt der Semmeringbahn

Nichtlandwirtschaftliche Arbeitsstätten gab es im Jahr 2001 90, land- und forstwirtschaftliche Betriebe nach der Erhebung 1999 54. Die Zahl der Erwerbstätigen am Wohnort betrug nach der Volkszählung 2001 954. Die Erwerbsquote lag 2001 bei 42 Prozent.
Von 1852 bis 1982 bestand im Ortsteil Schlöglmühl eine Papier- (und Zellstoff-)Fabrik mit zuletzt 270 Mitarbeitern.
Der Lebensmittelnahversorger wurde Mitte 2021 geschlossen, seit September 2022 gibt es einen Selbstbedienungsgreissler.

### Verkehr
Die Gemeinde Payerbach liegt mit den Bahnhöfen Payerbach-Reichenau, Küb und Schlöglmühl an der Semmeringbahn, die im Jahre der Eröffnung 1854 ein Teil der Südbahn geworden ist. Damals wie heute war die Eisenbahn ein wichtiger Faktor für den Tourismus und die Wirtschaft von Payerbach. Markantestes sichtbares Zeichen der Semmeringbahn in Payerbach ist das nun bereits mehr als 150 Jahre alte Viadukt über das Schwarzatal.
Payerbach-Reichenau ist auch der Ausgangspunkt der nur mehr im musealen Rahmen betriebenen elektrifizierten schmalspurigen Höllentalbahn nach Hirschwang.
Ende Mai bis Anfang November verkehrt täglich zwischen 8.30 Uhr und 18.00 Uhr bzw. 19.30 Uhr ein Rufbus zwischen den Gemeinden Payerbach, Reichenau/Rax, Gloggnitz, Schottwien, Semmering und Breitenstein (Stand 2024).
In Ost-West-Richtung verläuft die Höllental Straße B 27 von Gloggnitz kommend nach Reichenau. Die B 27 ist neben der Südbahn die wichtigste Verkehrsanbindung, da die im Schwarzatal liegende Gemeinde Payerbach im Wesentlichen nur über Gloggnitz oder Reichenau erreicht werden kann. Weitere Verkehrsverbindungen gibt es nach Prigglitz und über Kreuzberg nach Schottwien.

### Öffentliche Einrichtungen / Schulen
In Payerbach befindet sich ein Kindergarten und in Schlöglmühl ein weiterer.
In Payerbach gibt es eine Volksschule, eine Neue Mittelschule, sowie einen Standort der Musikschule Oberes Schwarzatal.

## Politik

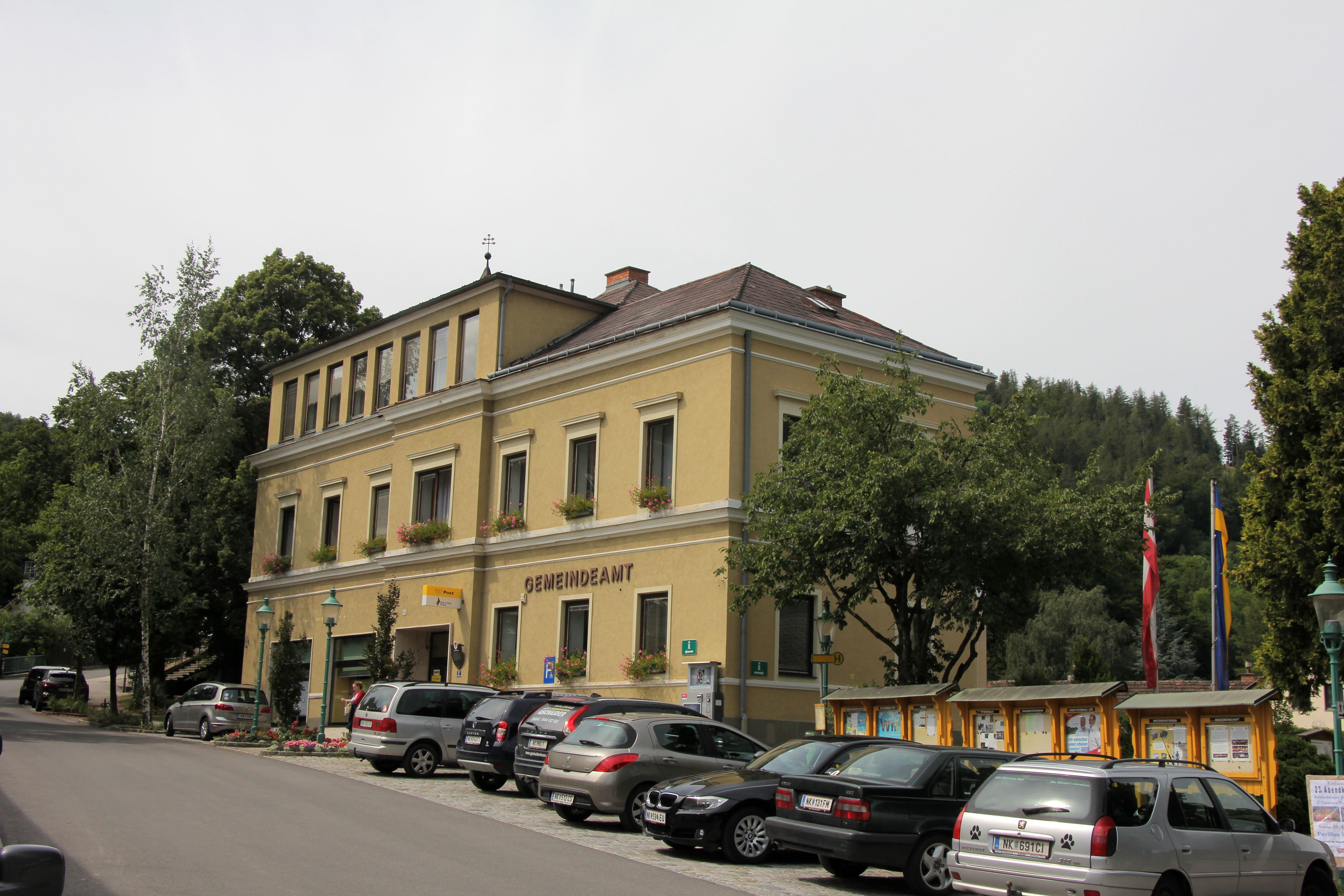
Gemeindeamt von Payerbach

### Gemeinderat
Der Gemeinderat hat 21 Mitglieder.
- Mit den Gemeinderatswahlen in Niederösterreich 1990 hatte der Gemeinderat folgende Verteilung: 11 SPÖ, und 10 ÖVP.
- Mit den Gemeinderatswahlen in Niederösterreich 1995 hatte der Gemeinderat folgende Verteilung: 11 SPÖ, 5 Pro-Payerbach (ÖVP), 4 ÖVP, und 1 LIF.[11]
- Mit den Gemeinderatswahlen in Niederösterreich 2000 hatte der Gemeinderat folgende Verteilung: 13 Pro-Payerbach (ÖVP), 7 SPÖ, und 1 FPÖ.[12]
- Mit den Gemeinderatswahlen in Niederösterreich 2005 hatte der Gemeinderat folgende Verteilung: 10 Pro-Payerbach (ÖVP), 8 SPÖ, und 3 Liste Erwin Klambauer.[13]
- Mit den Gemeinderatswahlen in Niederösterreich 2010 hatte der Gemeinderat folgende Verteilung: 13 Pro-Payerbach (ÖVP), 6 SPÖ, und 2 Liste Erwin Klambauer.[14]
- Mit den Gemeinderatswahlen in Niederösterreich 2015 hatte der Gemeinderat folgende Verteilung: 15 Pro-Payerbach (ÖVP), 4 SPÖ, und 2 Grüne.[15]
- Mit den Gemeinderatswahlen in Niederösterreich 2020 hatte der Gemeinderat folgende Verteilung: 15 Pro-Payerbach (ÖVP), 4 SPÖ, und 2 Grüne.[16]
- Mit den Gemeinderatswahlen in Niederösterreich 2025 hat der Gemeinderat folgende Verteilung: 14 Pro-Payerbach (ÖVP), 4 SPÖ, 2 FPÖ und 1 Grüne.[17]

### Bürgermeister
- bis 2009 Peter Pasa (Pro-Payerbach)
- 2009–2022 Eduard Rettenbacher (Pro-Payerbach)
- seit 2022 Jochen Bous (Pro-Payerbach)

## Persönlichkeiten

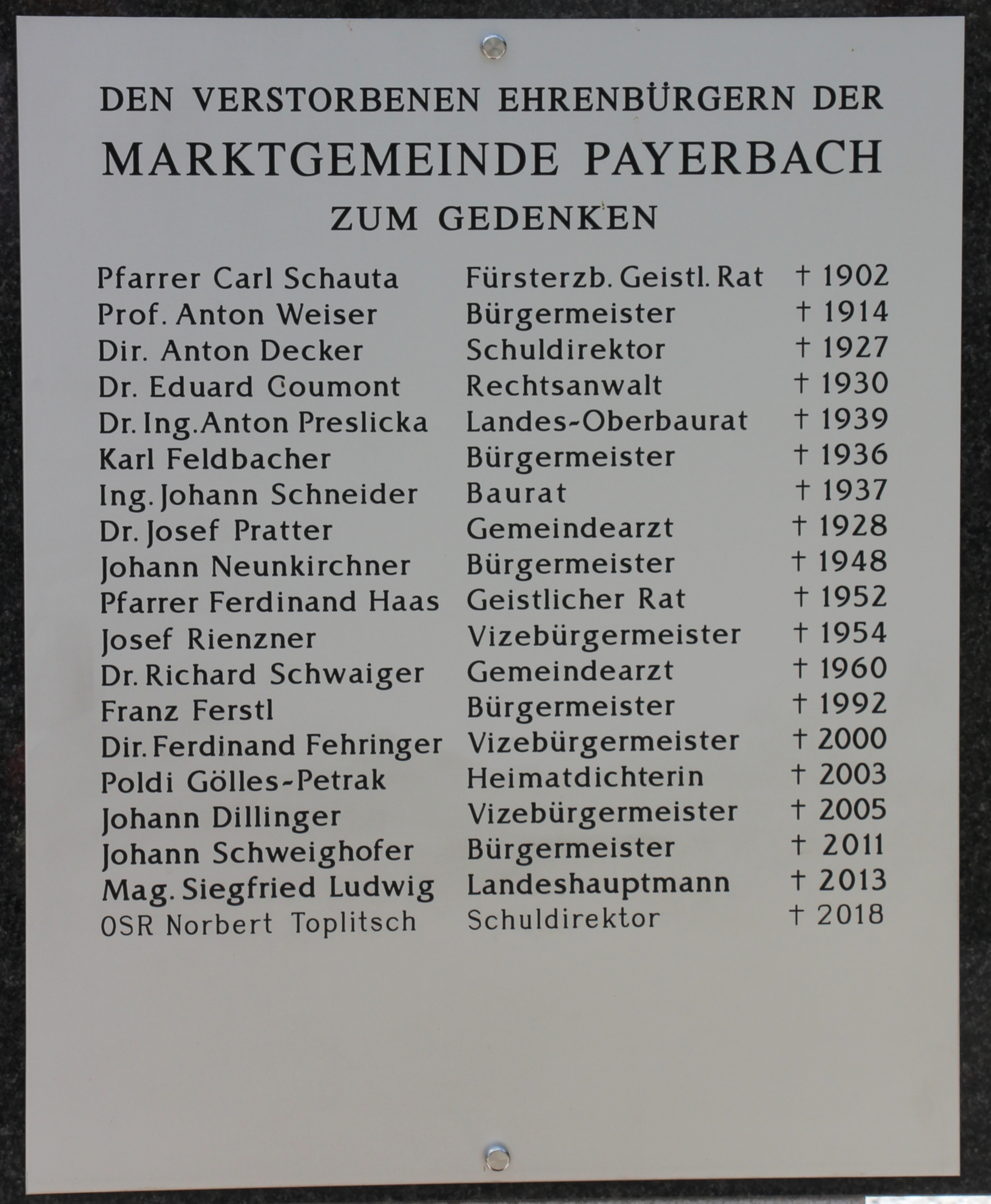
Gedenktafel der Ehrenbürger der Marktgemeinde Payerbach am Friedhof

### Söhne und Töchter der Gemeinde
- Pauline Halm (1836–1921), Malerin
- Julius Kampitsch (1900–1974), Politiker, Nationalratsabgeordneter, Landesrat, Landeshauptmann Stv. (GdP, NSDAP)
- Franziska Kantor (* 1903), Malerin und Bildhauerin
- Traute Foresti (1915–2015), in Küb geborene Lyrikerin und Schauspielerin
- Gerald Mader (1926–2019), Politiker (SPÖ)
- Jakob Brandstätter (1928–1987), Politiker (ÖVP), von 1967 bis 1987 Abgeordneter zum Nationalrat

### Mit der Gemeinde verbundene Persönlichkeiten
- Ingela Bruner (1952–2014), ehemalige Rektorin der Universität für Bodenkultur Wien und erste Rektorin einer österreichischen Universität
- Franz Mannsbarth (1877–1950), Luftfahrtpionier
- Ottilie Matysek (* 1939), ehemalige burgenländische Landtagsabgeordnete und Künstlerin mit einem Atelier in Payerbach
- Anton Rella (1888–1945), Mathematiker, seine Familie hatte in Küb ein Erholungsheim, dort machte Rella häufig mit Gästen wie seinem Schulfreund Erwin Schrödinger Urlaub
- Arnold Schönberg (1874–1951), schrieb in Payerbach 1899 sein Streichsextett Verklärte Nacht
- Karl Veit (1887–nach 1937), Postamtsdirektor, Politiker und Abgeordneter zum Landtag von Niederösterreich
- Helene von Vetsera (1847–1925), österreichische Adlige